# Gastrotheca argenteovirens
Espèce
Synonymes
- Hyla argenteovirens Boettger, 1892

Statut de conservation UICN

 LC  : Préoccupation mineure
Gastrotheca argenteovirens est une espèce d'amphibiens de la famille des Hemiphractidae.

## Répartition
Cette espèce est endémique de Colombie. Elle se rencontre dans les départements de Valle del Cauca, de Cauca et de Nariño entre 1 760 et 3 050 m d'altitude sur le versant Est de la cordillère Occidentale et le versant Ouest de la cordillère Centrale.

## Publication originale
- Boettger, 1892 : Katalog der Batrachier-Sammlung im Museum der Senckenbergischen Naturforschenden Gesellshaft in Frankfurt am Main. Frankfurt am Main, Gebrüder Knauer, p. 1-73 (texte intégral).